# Elzunia tamasea
Elzunia tamasea är en fjärilsart som beskrevs av William Chapman Hewitson 1873. Elzunia tamasea ingår i släktet Elzunia och familjen praktfjärilar. Inga underarter finns listade i Catalogue of Life.